# Kōra, Shiga
Kōra (甲良町  Kōra-chō) là thị trấn thuộc huyện Inukami, tỉnh Shiga, Nhật Bản. Tính đến ngày 1 tháng 10 năm 2020, dân số ước tính thị trấn là 6.362 người và mật độ dân số là 470 người/km2. Tổng diện tích thị trấn là 13,63 km2.